# Landkreis Freyung-Grafenau
Landkreis Freyung-Grafenau is een Landkreis in de Duitse deelstaat Beieren. De Landkreis telt 78.355 inwoners (31 december 2020) op een oppervlakte van 984,21 km². Kreisstadt is de stad Freyung.

## Indeling
Freyung-Grafenau is onderverdeeld in 25 gemeenten, waarvan drie de status stad hebben. Drie andere gemeenten mogen zich Markt noemen. Een aantal kleinere gemeenten laten hun bestuurstaken uitvoeren door een grotere buurgemeente middels een Verwaltungsgemeinschaft. Het landkreis kent verder nog 13 gebieden die niet gemeentelijk zijn ingedeeld.
Steden
1. Freyung
2. Grafenau
3. Waldkirchen

Märkte
1. Perlesreut
2. Röhrnbach
3. Schönberg

Overige gemeenten
1. Eppenschlag
2. Fürsteneck
3. Grainet
4. Haidmühle
5. Hinterschmiding
6. Hohenau
7. Innernzell
8. Jandelsbrunn
9. Mauth
10. Neureichenau
11. Neuschönau
12. Philippsreut
13. Ringelai
14. Saldenburg
15. Sankt Oswald-Riedlhütte
16. Schöfweg
17. Spiegelau
18. Thurmansbang
19. Zenting

Niet gemeentelijk ingedeeld
1. Annathaler Wald (10,41 km²)
2. Frauenberger u. Duschlberger Wald (21,09 km²)
3. Graineter Wald (6,60 km²)
4. Leopoldsreuter Wald (14,79 km²)
5. Mauther Forst (24,67 km²)
6. Philippsreuter Wald (3,01 km²)
7. Pleckensteiner Wald (13,04 km²)
8. Sankt Oswald (12,15 km²)
9. Schlichtenberger Wald (17,82 km²)
10. Schönbrunner Wald (21,26 km²)
11. Waldhäuserwald (11,48 km²)

Aichach-Friedberg · Altötting · Amberg · Amberg-Sulzbach · Ansbach (stad) · Landkreis Ansbach · Aschaffenburg (stad) · Landkreis Aschaffenburg · Augsburg (stad) · Landkreis Augsburg · Bad Kissingen · Bad Tölz-Wolfratshausen · Bamberg (stad) · Landkreis Bamberg · Bayreuth (stad) · Landkreis Bayreuth · Berchtesgadener Land · Cham · Coburg (stad) · Landkreis Coburg · Dachau · Deggendorf · Dillingen an der Donau · Dingolfing Landau · Donau-Ries · Ebersberg · Eichstätt · Erding · Erlangen · Erlangen-Höchstadt · Forchheim · Freising · Feyung-Grafenau · Fürstenfeldbruck · Fürth (stad) · Landkreis Fürth · Garmisch-Partenkirchen · Günzburg · Haßberge · Hof (stad) · Landkreis Hof · Ingolstadt · Kaufbeuren · Kelheim · Kempten im Allgäu · Kitzingen · Kronach · Kulmbach · Landsberg am Lech · Landshut (stad) · Landkreis Landshut · Lichtenfels · Lindau · Main-Spessart · Memmingen · Miesbach · Miltenberg · Mühldorf am Inn · München · Landkreis München · Neuburg-Schrobenhausen · Neumarkt in der Oberpfalz · Neurenberg · Neustadt an der Aisch-Bad Windsheim · Neustadt an der Waldnaab · Neu-Ulm · Nürnberger Land · Oberallgäu · Ostallgäu · Passau (stad) · Landkreis Passau · Pfaffenhofen an der Ilm · Regen · Regensburg (stad) · Landkreis Regensburg · Rhön-Grabfeld · Rosenheim (stad) · Landkreis Rosenheim · Roth · Rottal-Inn · Schwabach · Schwandorf · Schweinfurt (stad) · Landkreis Schweinfurt · Starnberg · Straubing · Straubing-Bogen · Tirschenreuth · Traunstein · Unterallgäu · Weiden in der Oberpfalz · Weilheim-Schongau · Weißenburg-Gunzenhausen · Wunsiedel im Fichtelgebirge · Würzburg (stad) · Landkreis Würzburg
Eppenschlag ·
Freyung ·
Fürsteneck ·
Grafenau ·
Grainet ·
Haidmühle ·
Hinterschmiding ·
Hohenau ·
Innernzell ·
Jandelsbrunn ·
Mauth ·
Neureichenau ·
Neuschönau ·
Perlesreut ·
Philippsreut ·
Ringelai ·
Röhrnbach ·
Saldenburg ·
Sankt Oswald-Riedlhütte ·
Schöfweg ·
Schönberg ·
Spiegelau ·
Thurmansbang ·
Waldkirchen ·
Zenting